# Glacitektonika
Glacitektonika – działalność, deformacje podłoża lodowca oraz składanych przezeń osadów (lodowcowych i wodnolodowcowych) spowodowane przez nacisk lub tarcie lodu o podłoże.
Cechy strukturalne zaburzeń glacitektonicznych:
- zdecydowaną większość deformacji charakteryzują klasyczne struktury tektoniczne takie jak fałdy, uskoki, łuski etc.,
- dominujące struktury glacitektonicze (fałdy, uskoki, łuski) mają postać struktur kontrakcyjnych (kompresyjnych),
- możliwość sąsiadowania ze sobą form ciągłych i nieciągłych świadczy o zmienności struktur glacitektonicznych,
- sąsiadujące struktury są wzajemnie równoległe przy czym ich rozciągłość jest w przybliżeniu zgodna z lokalnym przebiegiem krawędzi lądolodu, któremu przypisuje się ich utworzenie,
- zasięg wgłębny deformacji jest zwykle wyznaczony przez powierzchnię odkłucia, której towarzyszy kontakt dysharmonijny. Bywają jednak deformacje np. typu diapirowego.